# الانبی
الانبی (به لاتین: Alanbe) یک منطقهٔ مسکونی در میانمار است که در ناحیه ماندالی واقع شده‌است.